# 味いちもんめ
『味いちもんめ』（あじいちもんめ）は、原作：あべ善太、作画：倉田よしみによる日本の漫画作品。板前と料亭を題材にした料理・グルメ漫画。1995年にはテレビ朝日系でテレビドラマ化もされた。

## 概要
初期は『ビッグコミックオリジナル増刊号』（小学館）にて連載していたが、1987年『ビッグコミックスペリオール』（同）の創刊と共に移籍した。1999年には第44回小学館漫画賞青年一般向け部門を受賞している。なお、初回の掲載題名は『アヒル物語』となっており、第2回から『味いちもんめ』に改題されている。
1999年3月14日に原作者のあべ善太が急逝したため、『味いちもんめ』は単行本33巻途中にて終了した。
その後、シナリオ協力として福田幸江が参加して連載が再開され、『新 味いちもんめ』として2008年4号まで連載、同年6号から2013年5号までは『味いちもんめ 独立編』として連載された（タイトルは『独立編』でも実際は雇われ店長である）。2013年8号から2016年8号までは『味いちもんめ にっぽん食紀行』が連載された。
2016年9号から2016年11号まで『味いちもんめ番外編 伊橋とボンさんの食漫画紀行』が集中連載され、ビッグ錠、うえやまとち、谷口ジローがゲストに登場している。
2016年12号から2017年10号まで『味いちもんめ 世界の中の和食』の連載が開始され、福田幸江に代わり、花形怜がシナリオを担当している。
2017年11号から2018年17号まで『味いちもんめ 食べて・描く! 漫画家食紀行』が連載される。伊橋の物語は一旦休止という形を取り、毎回伊橋とボンさんの2人で数々の漫画家宅や地元を取材訪問していくという、以前短期連載していた番外編と同じ構成を取った。毎回ゲストの漫画家へインタビュー形式で食に関するエピソードも交えて思い出話を聞くという展開となっている。
2018年18号から2019年1号まで『味いちもんめ 藤村便り』が集中連載。
2019年2号から、舞台を「料亭　藤村」に戻して、倉田よしみがストーリーも含めて担当した『味いちもんめ -継ぎ味-』が連載開始された。
なお、原作のあべ善太の本業は、高校の国語の教師であり、教育や学校にまつわるストーリーも多いのが特徴である。

## 登場人物

### 藤村の板前
「藤村」は東京新宿に店を構える料亭。京都「吉川」で修行した熊野信吉が花板として腕を振るい、主人公・伊橋悟が働く店で、本作の主な舞台となる。世間的にも名の通った一流料亭で、模倣店も出る程の格を持つが、超一流の料亭の板前には見下す者もいる。第1話では横川が立板を務め、栗原、川島、そして肩書きは不明だが「増田」という板前と、老人（熊野曰く「じっつぁん」）が一人、追い回し三年目の谷沢、そして入ったばかりの伊橋というメンバー構成だったが、「増田」は2話冒頭で伊橋達に別れを告げて「藤村」を去り、入れ替わりでボンさんが入る。「じっつぁん」は直後のコマを最後に姿を消し、さらに第3話で横川が「藤村」を去り、第4話で坂巻が立板として加入。ここでようやく、栗原が抜けて長友が加入するまでの期間はメンバーが固定される事になった。
伊橋 悟（いはし さとる）
最初は連載当時の藤井フミヤばりに前髪を垂らし、料理学校首席卒業の自分に「何もさせてもらえない」と不満ばかり口にし、仕事を真面目にやらない男だったが、同い年で追い回し3年目の谷沢と得意の剥き物で勝負して完敗するなどして気持ちを入れ替えたことで、自分が『アヒル（追い回し）』である事を自認して修行に励む事になる。性格はお調子者。花板（本作での呼称は基本的に「親父さん」）の熊野をはじめ、横川、坂巻といった立板、その他先輩に時には殴られ、叱咤され時には誉められ、更には鬼怒川、京都等の遠方へ「助」に行かされたりしながら追い回しからどんどん成長していく。熊野の薦めで（というより全く聞かされないまま）京都の料亭『登美幸』で一年間修行したことがあり、この経験により自分の目指す味は京料理が基本だと気づく。連載が進むにつれ板前としての技量は確実に身についているが、料理学校の同期や藤村で板前修業を始めてから知り合った同世代と比較すると昇進するのが遅く、あろうことか焼方に一度は昇進しながら、後輩の長友が辞めたために一時的とはいえ追い回し に逆戻り、登美幸で修行する事になった際に追い回しから1年以上やり直す羽目にもなっている。これは伊橋自身も気にして落ち込んだ事があるが、熊野の、彼を（料理に例えれば煮浸しのように）じっくり育てたいという意向からではないかと『花家』の煮方、清が推測している。料理に対する情熱は本物であり、自分の部屋には数々の郷土料理の資料、数々の料理のVTRがある。
前述のように「藤村」の熊野や兄弟子、「助」や修行に行った先での板前からも多くの事を学んでいるが、現役の板前のみならず、余命幾ばくもない老人ホームの老婆（雷干し）、焼き鳥屋台の店主（火の扱いやタレの重要性）、既に亡くなった名人板前の亡霊（焼き魚といくつかの鮎料理）等からも大事な事を教わっている。
連載初期はひったくりを捕まえた縁で香里という女子大生と付き合っていたが、香里がパリへ留学することになったことで半ば別れたようになってしまった。しかし伊橋が煮方になる頃には三遊亭円鶴の弟子である三遊亭小つるとも付き合いがあった（恋愛関係ではなく、あくまで友人として。伊橋の方はそれなりに想いを寄せているが、小つるの方は「まんざらでもない」という程度）。
『新・味いちもんめ』からは、熊野が昔世話になった西新橋の老舗料亭「桜花楼」より、腕の良い板前を貸してほしいと頼まれ、藤村を出て桜花楼へ出向する。藤村では煮方だった伊橋もここでは1番下っ端の追い回しから再スタートとなり（これは熊野の意向によるもの）、会社組織のようなシステム化された板場や、社長を始め変わったキャラクターが多い中で、藤村とのあまりの違いに最初は戸惑い上の者との衝突を繰り返す。だが、持ち前のガッツと人柄で徐々に回りを変えて行き、伊橋を慕う者も徐々に増え1年ほど経ったところで煮方に戻った。その後新設された「SAKURA」（桜花楼1階フロアで営業）という店舗に回される。その後「SAKURA」の支店を出す話では伊橋の店長への抜擢が内定するも、紆余曲折を経て自分の顔つきをした料理を出したいと決意し、以前修行した店や知人を頼らないことを条件に、研修の名目で単身京都出向くことになる。京都では新たに出会った「湯葉辰」や、割烹「さんたか」で新たな修行を始める。
『〜独立編』では、雇われではあるが、料亭「楽庵」の店長・花板となった。『〜にっぽん食紀行』では、「楽庵」の店長である事は変わりないが、オーナーの拝島の指示で前半は北陸を回ってその土地の料亭を体験取材していたが、後半に入ると「楽庵」に戻った。
『〜世界の中の和食』では冒頭で拝島に「楽庵」の閉店を告げられ、また一板前に戻り、銀座の一流料亭に入るが、さすがに今度は初めから煮方としての入店であり、新たに花板となった板前には「自分の方が経験不足なのに申し訳ない」と初対面の際に謝罪を受けるなど、一目置かれ、かつ頼りにされている。
若手の頃はお調子者の一方で頭に血が上りやすく、喧嘩の場面で一方に加勢して暴れたり、黒田、渡辺、東といった後輩達を怒鳴りつけたり手を上げる事もあった。連載の長期化に伴い、作中でもそれなりに時間も経過しており、若手だった彼も「新」以降になると後輩から影で「オヤジ」扱いされたりするようになる。『新』の終盤で舞い込んだ独立話で料亭「楽庵」の店長となった後は、従業員達からは「大将」と呼ばれるようになり、若い頃とは打って変わり上に立つ人間としての風格や成長も見られるようになった。
父親（大学教授）とは折り合いが悪く、「藤村」への入店以降は実家にも全く帰っておらず、両親の近況は基本的に兄からの連絡を通じて知る。しかし、父親との「雪解け」を匂わせるエピソードを最後に、あべ善太作の『味いちもんめ』は幕を閉じる（偶然とはいえ、最終回でもおかしくないようなエピソードであった）。後の独立編では、伊橋の店の楽庵に夫婦で訪れ伊橋の料理を食べるエピソードがあり、帰り際には伊橋が「また来てくれよ」と言い、ここでようやく父親との和解が実現した。
一方で女性関係の方は、ボンさんと共にソープに行く描写はあるものの、時とともに回りの先輩や後輩が次々と結婚していく中で、前述の女子大生香里と一時付き合う、第一作後半で円鶴の弟子の小つるとの交流などがあったが、「世界の中の和食」編終了に至るまで何度か出会いがあったり、それを匂わす展開や合コン等に参加したりするものの、特定の彼女はおらず独身であった。『〜継ぎ味』で、シングルマザーとなった香里と10年ぶりに再会。交流が始まり、彼女の息子も懐いているが、復縁を望む元夫の存在（香里の気持ちは元夫から既に離れている）があり、よりを戻すまでには至っていない。
連載当初は趣味として、太平洋戦争以前の軍服を収集し、休みの日等はそれを着て街を歩く等サバイバルゲームに興じていたが、戦争を経験した老人達から戦中の悲惨さを聞いてからはその趣味を止めている。また、若手の頃は喫煙者であるシーンも見られたが、原作者が変った「新」以降ではそういった描写はあまり見られなくなった。
『〜継ぎ味』の第1話で店の常連客よりまた独立話が舞い込むが、直後「藤村」を訪れた時に「藤村」の現状（熊野が体調を崩している事、渡辺と東が辞めて追い回しが一人という状況である事など）を目の当たりにし、下の者が育って花板もそれにふさわしくなり、自分がいる意味がなくなった料亭に事情を話して辞めて、固辞する熊野や谷沢を押し切って「藤村」に戻ってきた。
ボンさん
第1巻・第2話「ボンさん」から登場しているキャラクター。元僧侶。伊橋の同僚であり、ソープ仲間でもある。当初は伊橋の先輩格であったが、途中から伊橋の成長につれて立場が変わったようで、伊橋はボンさんに対してはタメ口をきくようになっている（まじめな話をする時には敬語になる時も）。登場初期は標準語だったが、程なく関西弁で話すようになった。伊橋とお互い冗談や軽口を言い合ってヒジを『ガシガシ』とぶつけ合い、それを周囲が困惑した表情で見つめているシーンは本作の定番（勝敗が描かれる場合は大抵ボンさんが負ける）。瞳が互い違いになっている事が多い。
もともとは京都の寺にいた僧侶であったが、戦争中はビルマ戦線に出征していた。終戦後は戦前と価値観が全く変わってしまった事で自暴自棄になり、芸者遊び等をしてばかりで、京都の寺を追放され、丹波・二本松（JR園部駅からJRバスに乗って篠山方面に向かった所のようである）のある寺に追いやられるも、そこでは仏像を売り払ってしまい逃げ出してしまう（これは「藤村」に来た時の熊野との面接でも正直に話している）。その後の経歴については謎であるが、ひょんなことから料亭「藤村」にやってくる。そして揚げ物担当の「油場」となる。彼の経歴については非常に謎が多く、京大出と自称していたこともある。真偽のほどは不明ではある（自ら「ウソや」「〈勉強は〉出来んかった…戦争やったから…」と伊橋に言っていたこともある）が、作品中でみせる博識ぶりからは、まんざら嘘でもないように描写されている。
大のギャンブル好きであり、「藤村」に来た当初は伊橋達相手に「花札」や「チンチロリン」等のサイコロ遊びで金を巻き上げており、特に競馬は戦前の日本ダービーからやっており、主人公伊橋には「50年損し続けている」と言われている。ギャンブルの対象としてだけではなく、好きだった馬カブトオーが殺処分される運命にあるのを聞き、伊橋たちと共に競馬で稼いだ100万（カブトオーの子供であるカブトハナに一発勝負を賭けた）を出して助けたこともある。
また落語にも造詣が深く、円鶴がストーリー上初めて登場した時は「最近の円鶴は感心せん」と批判している。なおボンさんの本名は吉川広海（よしかわ こうかい、芸者衆には「ひろみ」と名乗っていた）となっている。
最初から油場を任されたのではなく、元々前述の「増田」が藤村を辞めたあとに出された求人広告を見て「藤村」を訪ね、熊野に今までの経験を聞かれて「ボウズしてました」と話す（ボウズとは、板前の世界では追いまわし の事）が、ボンさんの言っていたボウズとは、本当のお坊さんのことで、熊野が油場を任せた理由は、藤村の元立板横川をサラ金の取立てから救ってその横川からの勧めという理由と「元坊主なら衣をつけるのは上手そうだ」という熊野のシャレから。しかし、揚げ物に関しては実際にかなりの腕前で、熊野は「長い人生経験が、作るものに深みを与えている」と評価し、後に萩原との会話で「ボンさんにそれだけの腕がなければ使いません。歳は関係ないのです」と言い切っている。初期に出てきた若い頃の容姿は幾分写実的に描かれているが、後期になると現在の姿をそのまま若くしたような容姿で描かれている。
熊野 信吉（くまの しんきち）
「藤村」の花板。「親父さん」と呼ばれる。東京の浅草出身で、落語家・三遊亭円鶴とは幼馴染。中学卒業とともに京都の料亭「吉川」の修行に出た。そこで富田、田辺と知り合い、寝食を共にした（京言葉はこの当時自然に身に付いた）。修行時代悔しいことがあると、鴨川の橋の下でよく泣き、鴨川の水につかり自分を戒めていたという（「吉川」の親父さんが亡くなった時も、葬儀の夜に同所で泣いていた）。その後「吉川」での修行を終えると、帝都ホテルからの花板の誘いを断り、幼い頃からの知り合いだった主人が亡くなった事で店が傾きかけていた「藤村」の花板となった。基本的には温厚で懐の広い性格だが、怒った時には凄い剣幕でみんなを震え上がらせ、鉄拳も容赦なく出る。味についても厳しく、煮方になった伊橋も熊野に味を見てもらい、ダメ出しされた事がよくある。かと思えば、時々オヤジギャグを飛ばし、板場のみんなを固まらせる（もっとも、それほど寒いギャグでない場合も、板場一同が固まる）、もしくはずっこけさせる。手が空いている時や客と談笑している時、首からぶら下げた手拭いの両端をそれぞれの側の手で持って立っているシーンがよくある。『〜独立編』では、開店直前の「楽庵」を訪れ、伊橋を「大将」と呼び、それがきっかけで伊橋の呼び名が「大将」に決まった。『〜継ぎ味』では体調を崩しており（第1話冒頭で女将から切羽詰まった表情で「店を辞めてちょうだい!」と言われるなど、深刻な体調である事が示唆されている）、第2話以降休養していた。その後体調は幾分回復して、完全復帰とはいかないまでも週何度かは板場に立てるようになり、谷沢と伊橋に上の者としてのあり方なども教えるようになっている。
坂巻 勝男（さかまき かつお）
横川が出た後に来た「立板」。ゴルゴ13のような顔つきで最初は恐れられていた。「藤村」の仲居ゆきとは、元々20歳そこそこで結婚したが、当時の彼は付き合いと称して金を湯水の如く使い、けんかばかりで遂に離婚。しかし「藤村」入店直後に再会し、当初は気まずさから店を辞めようとしたが、熊野に「お互い30を過ぎて、昔とは違っているはず」と薦められた事で復縁、後に息子新太郎をもうける。仕事には厳しく、伊橋や谷沢、更には煮方の栗原さえ包丁の峰で叩かれて教えられたが、仕事を離れれば良き兄貴分で、みんなに慕われていた。子供の頃は父親がいなかったため、よくバカにされたという辛い経験を持っている。田辺の引退に伴い富田が東京に移動したため、京都の「花家」の花板となった。年齢は、「藤村」に来た当初は32歳（2歳下である妻のゆきが、それから1年後に31であると言われるシーンより）で、その後「花家」で自身が「40近くになってからこっちに来たから」と述べている。異動当初は、「京都弁」はまだ使えず、客から「それでも商人（あきんど）か？ まるでお武家さんやないか」と文句を言われるなど苦労したが、後に京都弁も使えるようになり、客とも打ち解けられるようになった。
谷沢 誠（やざわ まこと）
「藤村」の立板。群馬県出身。伊橋とは同い年だが、伊橋より3年「藤村」の先輩のため伊橋は谷沢を「谷沢さん」と呼んでいる（彼の方は当初伊橋を「伊橋さん」と呼んでいたが、上記の理由で伊橋自身が「伊橋でいい」と言って、それからは呼び捨て）。物語の序盤は伊橋と同じ追い回しだったが、3年間の実戦経験の差もあり実際の技術は伊橋より遥かに上だった。内気で話し下手、極度の緊張症で、脇板、煮方になった際は、包丁が握れなくなったり、味が分からなくなったりとトラブルが生じたが、熊野の励ましによりなんとか回復した。その後、小学校の栄養士と結婚した。基本的に大人しい性格だが、怒る時は怒り、伊橋がふざけてみんなに袋叩きに遭った時は（ギャグシーンではあるが）伊橋の頭に漬物石を落とすシーンもある。立板としてカウンターを任されている実力は本物で、客あしらいも上手い。熊野が留守中には代理で板場を取り仕切り、伊橋らに的確な指示を出す事もできる。自分にはない伊橋の明るく物怖じしない性格を認めており、自身でもそういうところを見習おうとしていたり、終盤に入ると良き相談相手としても見るようになり、「藤村」の経営の厳しさを伊橋に相談したりもしている。『〜継ぎ味』では体調を崩して休養している熊野に代わって花板代理ともいえる立場を務める事になった。
横川（よこかわ）
「藤村」の立板だった。博打好きが嵩じ借金が増え、八百善の野菜を細工（わざと火の近くに置いて、痛んだ野菜を持ってきたように見せかける）し、他の八百屋の商品を「藤村」に入れる代わりに金を貰う事を画策するが、熊野には以前から同様の手口を見抜かれており、腕のいい立板の横川を失いたくないから目を瞑ってきた事を吐露され、その場で謝罪して藤村を去った。家族を連れて夜逃げ同然に街を去った後は、小田原のドライブインに勤め、更には温泉ホテルで花板を務めたが、藤村を去った後の恩人が過労と栄養の偏りによって亡くなった事で、働く人の体を考えた料理をつくろうと決心し、栄養学を一から学び直し「まるよこ」という定食屋を開店した。一度隣からのもらい火で全焼してしまったが、その後常連客の多い会社の協力で復旧した。後に谷沢が尿管結石で倒れた際、伊橋に助っ人を頼まれるが「今の自分はカレーライス、カツ丼等ばかり作っている定食屋のオヤジでしかない。もちろん出している料理の味には自信を持っているが、京料理の世界からずっと離れてしまった以上、今の自分が助っ人に行ったところで迷惑をかけるだけだ」という理由で断った。しかし熊野には、不祥事でクビ同然に「藤村」を去った自分が今更助っ人になど行く資格はないという「けじめを守ろうとしている」事を見抜かれており、熊野が自ら横川を訪ね、彼がいた頃に「追い回し」だった谷沢と伊橋がそれぞれ「立板」「煮方」に出世している事を例に挙げ「もう十分な時が流れたんやないか？」と言われ、続けて熊野に頭を下げて頼まれた事に感激して助っ人を承諾。板場では全員の前で「もうこの板場には二度と入れないと思っていた」と涙した。剥きものが得意で、栗原に言わせれば手先の器用さは熊野以上との事。基本的に容姿が変化しない本作の登場人物の中で最も容姿が変化した人物で、連載初期と中期以降の「まるよこ」経営時ではほとんど別人。
栗原（くりはら）
愛称「クリ」。恰幅の良い体格で頭は完全に禿げ上がっているが、物語初期の時点ではまだ30歳手前。藤村の煮方だったが、出世。藤村を去り、違う店（白井）の立板となった。新宿一帯の一流料亭に魚を卸している魚河岸の大問屋「神村水産」の令嬢とお見合いをし、デートも順調で結婚まで秒読みという所まで発展したものの、藤村で伊橋や谷沢が坂巻に鍛えられているのを見て、自分の人生は自分の足で歩いていくと決め、板前人生を棒に振る事にはならなかった。無印終盤に入ると「白井」の花板「大谷」が歳を取った事で、実質彼が店を切り盛りしている事が語られた。また「独立編」終盤では、「藤村」で開かれた、自分が「藤村」にいた頃には入っていなかった渡辺の結婚式にも出席している。
川島 竹一（かわしま たけいち）
藤村の「向板」後に「煮方」担当だった。大きな体とタラコ唇といういかつい容姿だが性格は穏やか。父親が脳溢血で倒れ、左半身が不自由になってしまい、出身地の高知に戻り、小さな居酒屋を経営しながら父親の面倒を見ることになったため、藤村を去った。その際、板場のみんなの餞別に、お金ではなくそれぞれの身に付けているものを一つずつもらう事を希望し、それを自身が身に付けて仕事をする事で、離れていてもみんなと一緒に仕事をしている気持ちで頑張りたいから、と語った。この際熊野からは「物」ではなく、「鯛のかぶと煮」という「味」を贈られ、「花板が下の者に自分の料理を食べさせる」という最大限の餞別に感涙した。居酒屋経営にあたって、「藤村」修行時代に培った技術を使う機会がない事に悩み、その事で一度「藤村」を訪ねるが、熊野の薦めで円鶴と飲んでいる間に落語の世界で「ドサ回りで下衆なネタしか受けないような寄席でも、技術をしっかり見に付けている噺家が演じるとある種の品が出る」例を聞かされ「自分も「藤村」仕込みの冷奴等を作り出してみせる」と誓う。後に熊野が倒れた際、忘年会の予約客に頭を下げて「藤村」に助っ人に来てくれた。得意料理は「土佐造り」。後に谷沢が尿管結石で倒れた時も、「藤村」の近場では助っ人が見つからない事から伊橋が熊野に川島に頼んでみたらと提案したが、熊野は川島の性格なら頼めば来てくれるだろうと認めつつ「だからこそ逆に頼むわけにはいかない」と却下した（川島の性格上、頼まれたらどんな都合の悪い状況だったとしても「藤村」の助っ人を優先して承知しかねない為。前述の通り、この時は横川が助っ人に来た）。
長友 泰典（ながとも やすのり）
「藤村」の追い回しだったが、もう少しで追い回し卒業という所で辞めた。ドライな考え方の持ち主で、趣味は野外観察、コンピュータ。昼食作りにレトルトカレーを作ろうとしたり、市販のダシの素を使ったりと、合理的に考えようとしていた。悪気はないがドライすぎる故空気を読めない言動が目立ち、その度に伊橋はカリカリしていた。自然の中に入ると世話好きになるらしい。学生時代、母親の帰宅が遅いため、ゆで卵で空腹を紛らわせることがしばしばあったため、軽いトラウマとなりゆで卵が嫌いになった。追回しの仕事に行き詰まって、求人誌で仕事を探していたこともあるが、ちょっとしたきっかけで立ち直り仕事を続けていた。だが、やはり板前の仕事には向いていないと判断したのか、直接的な描写や前触れもなく、藤村から退職。伊橋は「バードウォッチングが好きだったから『青い鳥症候群』ってやつにかかっちまったのかな」と揶揄したが、坂巻が「あいつも悩んだ末の決断のようだし、親父さんも納得したんだから」と取りなした。ボンさんは「もう少しで追い回し卒業だったのに」と残念がり、谷沢も同意した。高知の川島の実家には、彼がいた頃の「藤村」の板前達の集合写真が飾られている。
黒田厳鉄（くろだ がんてつ）
長友の辞めた直後に入ってきた「藤村」の追い回し。下の名前は『継ぎ味』で明らかにされた。通称は名字に「クロ」とルビが振られている。長友がいなくなって自分がまた追い回しに逆戻りする事を恐れた伊橋が必死に新人探しをしている時、あてもなく田舎から出てきて警官に職務質問されている彼が、「板前になりたくて出てきた」と言っているのを聞き「『藤村』に来る予定だった新人だ」と嘘をついて強引に連れてきた。空手と柔道をやっていて、暴漢を追い払う等腕っ節も強いが、大きな体とは裏腹に大人しく優しい性格。渡辺の加入により焼方に進むが、その性格ゆえ、年上の渡辺に注意はしづらいらしく、かなり無理して指導していた。後に人手が足りない「花家」の煮方となった。『独立編』終盤に「藤村」で開かれた渡辺の結婚式にも出席した。
渡辺（わたなべ）
「藤村」の追い回し。下の名前は不明。通称は名字に「ナベ」とルビが振られている。激安ショップで働いていたが店が潰れ、また「物を右から左へ流す」仕事ではなく「自分で物を作り出す」仕事がしたくて「藤村」の面接を受けた。完全な未経験のため、年下の黒田の事も先輩としてきちんと立てる。東が入り、追い回し卒業かと思われたが、それまでの調理経験の差か焼方の技術で東を上回る事が出来ず、追い回しを続行する事になった。直後は少々落ち込んだもののすぐに気を取り直して改めて修行を続行する決意を表明している。自分を面接し、採用を進言してくれた恩義もあってか、伊橋を慕っているような描写がよくある。とはいえ、伊橋が定期的に参加している研鑽会から戻り、物や後輩に八つ当たりした際「いい加減にして下さいよ！」と言い返した事もある。「独立編」では開店直後の「楽庵」へ、熊野の指示で助として手伝いに出された。藤村では焼方に昇進しており、最近では脇鍋もやらせてもらっているとのこと。また、今の藤村は伊橋のいた頃とは違い、伊橋の知らない後輩も入ってきて育っているとも言及している（「独立編」以降、伊橋が何度か「藤村」を訪ねる事があったが、その後輩達は出てきた事はない）。ボンさんと伊橋の「ガシガシ」は、「独立編」の時点では彼が相手になって続いていたらしい。「独立編」終盤で結婚し、式は「藤村」で行われた。東の事は無印では「東さん」と呼んでいたが、独立編では東は煮方に昇進しているにもかかわらず、結婚式の回では「東」「お前」と呼び、タメ口を聞いていた。『〜藤村便り』までは「藤村」に在籍している事が描写されていたが、間を取らずに始まった『〜継ぎ味』の冒頭でボンさんから東と共に辞めた事が語られた。
東 達也（ひがし たつや）
「藤村」の焼方。いろいろな店を歩いてきた。新人だが、入店直後に板場では先輩の渡辺より上の技術を見せて焼方をやることとなった。性格は基本的にはおっとりして人懐っこいが、合理的でかつての長友に調理技術や経験をプラスしたようなタイプ。ある程度技術に自信を持っているせいか、伊橋とは事ある毎に対立（というより、伊橋が一方的にカリカリしている）するが、別に嫌っているわけではなく、それなりに認めている描写がある。『〜にっぽん食紀行』において、煮方に昇進している事が語られたが、『独立編』終盤の渡辺の結婚式では序列が下で第一作では君付けだった彼に対して敬語で接していた（前述のように渡辺の方は「呼び捨て」や「お前」で、ため口）。『〜藤村便り』までは「藤村」に在籍している事が描写されていたが、間を取らずに始まった『〜継ぎ味』の冒頭でボンさんから渡辺と共に辞めた事が語られた。

### 板前以外の藤村関係者
女将
板場の人達の良き理解者。料亭「藤村」の名前は女将さんの苗字（＝女将さんの旦那の苗字）かという説がある。経営を担う。
岩田サダ
厳しくも優しくお座敷を取り仕切るベテランの仲居。伊橋曰く「オコゼのような顔でグローブのような手」。顔立ちが川島と似ている。熊野は「おサダさん」と呼んでいた事がある。熊野によれば、「食通ぶった客など何とも思わないが、おサダさんの目はこわい」との事。
フミ
藤村の仲居。北海道出身。子供のために仲居を辞める寸前まで行ったが、母親の仕事の大切さを知った子供からやめるなと引き止められた。
京子
新人の仲居で、よく悲鳴を上げるのでボンさんは「キャー子ちゃん」と呼んでいる。
陽子
不良だったが、藤村に入っていくつかトラブルは起こしたものの更生。後に昔の不良仲間と結婚する事になり、伊橋は円鶴師匠の話を参考にたいやきを結婚祝いに送った。伊橋が彼女相手だと変に居丈高になる事が多いため、ボンさんからはしばしば伊橋に対して彼女に気があるのではないかと指摘される事があったが、伊橋自身はそれを否定し、「妹のような気がしている」「昔の自分を見ているみたいで心配だから」と説明しており、実際に好意を持っているような心理描写も出てこない。

### 常連客
三遊亭円鶴師匠
藤村の常連客であり、熊野の幼馴染でもある。有名な落語家で大真打。初めて存在が語られたのは「藤村」改築後の祝いの席で、この時は名前のみだった。ストーリー上初めて登場した時は思い上がり、ボンさんいわく「大ネタばかりかけて出来も良くなかった」が、熊野が円鶴に子供の頃食べたような焼き焦げた魚を出し、「この味を忘れてはいけない」ということに気づかせる。その後は落語の出来も良くなり、性格も穏やかになった。村野と共に困った客に対して怒鳴りつける事も多い。小つるという女の弟子がいる。一度胃がんを患ったが、手術も成功し回復した。その際、熊野は何度となく病人用の食事を作って持っていった。
村野社長
藤村の常連客。中小企業の経営者で、円鶴師匠同様に困った客に対して怒鳴る事が多い。社長に似ていない美人の娘とハンサムな息子がいる。伊橋に、子供達が自身に似ていない事を指摘された際には「アホー! わしかて初めからデブでハゲだったわけやないわ!」と怒っている。
萩原
藤村の常連客で、接待でよく利用する。何度も「変な彼女」が出来てすぐ藤村に連れて来るが、ほとんどの彼女は円鶴師匠と村野社長に怒鳴られ、結局すぐ別れる。「ダイエット女」だけは同席していたジョッキーの減量話を聞き自ら反省したため、師匠や社長に怒られるような事もなく、今後を期待させるような締め方だったが、その後結局別れた事が語られた。

### 京都「花家」の登場人物
京都「花家」は熊野の兄弟弟子だった富田梅吉（ウメ）が花板を務める店。伊橋と谷沢、それにボンさんは「藤村」改築に伴う休業期間を利用して助っ人に行った事があり、伊橋は更に京都修行時代に「登美幸」休業日に富田の頼みで助っ人に行っている。後に「柳亭」の花板、田辺の引退に伴って冨田が「柳亭」の花板となり、「花家」の花板は坂巻が務める事になった。
富田梅吉（花板）
田辺、熊野と共に、京都の料亭「吉川」で修行した仲間で、三人の中では一番下っ端になる。最初に名前のみが登場した時は、彼の店がテレビ番組で、似非食通の料理評論家に理不尽な酷評をされた事で田辺が熊野から伊橋達を借りて、その似非食通をやり込めるというエピソードであった。後に田辺が体力の衰えから「柳亭」の花板を辞したのに伴い、彼が上京して「柳亭」の花板となった。接客に関しては非常に愛想が良く、客に対する挨拶などで使う言葉自体はファミリーレストランの店員のマニュアル通りの挨拶とそれほど変わりないが、本当に心がこもった挨拶であり、周囲に与える印象は全く異なる。それは幼少期のほろ苦い体験から感じた、「お客様って大事にせにゃならんのやなあ」という気持ちが元になっている。接客については兄弟子の熊野にも影響を与え、うまく挨拶が出来ずに悩んでいた渡辺はそれを聞いて熊野に、当時既に富田が「柳亭」の花板として来ていた事もあり、「柳亭」に勉強に行かせて欲しいと直訴、一日の体験を通してうまく挨拶が出来るようになった。翌日熊野は渡辺に「誰しもウメのような経験があるわけやない。けど心のこもった挨拶ができればそれでええんや」と説いた。
奥出（奥手とも）（立板）
伊橋達が最初に「花家」に助っ人に行った時の立板。非常に厳しく、伊橋達が「花家」に着いた初っ端から、段取りの悪かった清を店の外に吹っ飛ばした程。伊橋達には、彼らが「助」だという理由もあり直接怒る事はなかった（自分の不手際で清が叩かれたため伊橋が「それをやったのはボクなんです」と割って入った時も、「アンタはええんや、『助』なんやから」と、あくまで清の責任だとした）が、伊橋は清に対して「それにしても、ここの上の人たちは怖いねえ…」と漏らした。後に京都修行編で、「一本立ち」した事が語られた。
寒川（煮方→立板）
伊橋達が最初に「花家」に助っ人に行った時の煮方。冒頭では奥出と共に清を怒鳴り付けるという厳しい面を見せたが、それ以降は作中で厳しい面を見せる事はなかった。後に京都修行編で「助」に来た伊橋と再会した時は、焼方から追い回しにされて一から修行している伊橋の境遇に「熊野の親父さんも厳しい真似をする」と同情していた。この時はあくまで「焼方」として呼んだので、伊橋にも改めて焼方の仕事を頼んだ。
竹村清（追い回し→煮方）
勇（追い回し）

### 『京都修行編』 料亭「登美幸」の登場人物
女将さん
料亭「登美幸」を一代で店を築き上げた苦労人。独自の経営哲学「商売は始末と工夫」を持つ。使った野菜の根を植えて再利用する程の始末屋で、当初は伊橋からは陰で吝嗇家扱いされていたが、「始末と工夫はただのケチではなく、物を大切にする心」であると説き、考えを改めさせた。横山が「登美幸」で同窓会を開く事になった際、自分が代金を全て持つと申し出た時には「おごってやればみんなが喜ぶと思うのは考え違いであり、金がないために悔しい思いをした事のある人にとっては自分が払う事が嬉しい場合もある」と諭し、横山もその日の夜に伊橋と飲んだ際に「わしはまだまだ未熟や」と漏らしている。
横山
花板を務める。年齢は「登美幸編」の時点で40歳ほど（中学卒業と同時に上洛して25年）。「親父さん」と呼ばれているが、登美幸では女将の権限が強いため、他の花板（田辺、熊野、富田の、「吉川」で修行した面々）に比べると地味。就職列車で好きだった「厚ちゃん」と一緒だったが、素直になれず降りた後に渡された温州みかんを握り締めて走るなど純情を見せた。普段は熊野からの依頼もあってあくまで伊橋を追い回しとして扱っているが、忙しい時には焼方としての仕事を任せる事もあった。後に東京に帰った伊橋が訪ねてきて「登美幸」の仕事を手伝う事になった時は「もう追い回しじゃないから」と、一人前として扱ってくれた。
古瀬
板場のナンバー2だが、伊橋達同様住み込みで働いている。料理については抜群のセンスと技を持つ。夜に遊び歩いて窓に石を投げて部屋に戻るのが日常。仕事に飽きを感じており、クリエイティブな仕事をしたいと言っていたが、ボンさんから、相談した伊橋へのアドバイス、その電話を聞いていた女将さんの紹介で訪ねた「湯葉作さん」の仕事を見て考えを改めた。
小松
煮方を務める。登美幸編初期は横山をはじめ他の板前が伊橋を「伊橋（はし）やん」と呼ぶ中、一人「伊橋」と呼び捨てで、よく怒鳴りつけていたが、後に皆と同様「伊橋やん」と呼ぶようになった。夫婦仲が悪かったが、店に訪れた「古都」を守ろうとする外人客のおかげで考えを改め直した。
石川
焼方を務める。昔はラグビーをやっており、伊橋を「零下12度の北陸へ飛ばされかねない」と怖がらせたりもした。
藤田
追い回し。伊橋より年下で経験も浅く、伊橋が来るまで彼が唯一の追い回しであり、最初は年上で焼き方の修行まで出来ている伊橋を「兄さん」と呼んだが、伊橋の方で「兄さんはそっちじゃないですか」と彼を立てた。肩書きは同じ追い回しでも、やはり元々焼方までの修行が済んでいる伊橋とは技術面で比べ物にならず、自信を無くした事がある。
徳はん
「登美幸」の従業員の老人だが、大掃除のエピソードに登場しただけで詳細は不明。
宗重さん
伊橋と銭湯で知り合い交遊を深める。電気もガスも無い庭は野草を伸ばし放題の帰去来庵というあばら屋に住むが、祇園一帯の土地を所有する大金持ち。熊野が京都で修行していたときからの知り合いで、伊橋の修行を見極めるように依頼されていた。ボンさんが京都で芸者遊びをしていたときに会ったことがあり、「藤村」でその事が分かった時にはボンさんと「人の縁というのは面白いものですなあ」とお互い懐かしがった。

### 『「新」味いちもんめ』の登場人物
『桜花楼』のメンバー
飯塚
「新」初期の『桜花楼』の花板。超一流の腕を持ち、かつては自分の店を持っていたが、息子が起こした事故の借金を肩代わりした岩倉の恩に応えるため、『桜花楼』に移る。のちに花板を勇退し、後任を松下に譲る。「桜花楼」勇退後は息子と二人で小料理店「魯」を営む。
岩倉
「桜花楼」の立板兼副社長、のちに五代目社長となる。合理的な性格で、調理の簡略化など板場の合理化を進めようとする。その性格から、伝統を重んじる伊橋とは反りが合わず、対立することが多かった。
大学時代に料理研究会の主宰をし、その後京都の一流料亭で半年間修行した経験を持つ。
あまり調理場に入る事はないが、調理技術自体は高く、伊橋にフグを捌くところを見せた事もある。
松下
「桜花楼」の煮方で、控えめで温厚な性格をしている。飯塚の引退以降は「桜花楼」の花板を務めている。
社長
「桜花楼」の四代目社長。調理人にはならず、経営者として社長になった。直接的な描写はなく、いつの間にか社長の座を岩倉に譲っていた。
息子に比べると温厚な性格で伊橋の事も気遣っている。
青田
「桜花楼」の料理人。生真面目な性格をしている。「新」終盤には若手を指導するなど、それなりの立場になったと考えられる描写がある。
佐川
「桜花楼」の焼方。確かな実力を持っているが、「超個人主義」的な考えをしており、他人のミスをカバーしようとしないなど一風変わっている。
杉原
仲居頭。「桜花楼」に昔から勤めているベテランで、岩倉が頭の上がらない数少ない人物。
宮崎
「桜花楼」の仲居。当初は「SAKURA」の事を見下している部分もあったが、ヘルプとして入っている内にその考えを改める。料理の知識について詳しい。
ジャッキー
洗い場担当の香港出身の留学生。寿司が大好物。文化や考えの違いでトラブルを招く事もあった。
『SAKURA』のメンバー
吉田
「SAKURA」の店長。当初は「桜花楼」の煮方から「SAKURA」に異動することを「都落ち」と嫌がっていたが、「SAKURA」の店長としての仕事を通して考えを改める。
岩倉の太鼓持ちをする事が多いが、調理技術は高く、料理人としてのプライドもしっかり持っており、時には岩倉に対して意見する事もある。
伊橋の事を快く思っておらず対立する事が多かったが、共通の目的がある時には協力し合う。
すぐに周りに怒鳴り散らしたりする事もあって人望はあまりなく、本人もその事を気にしている。
「独立編」では一段と腕を上げた一方で他の店からも引き抜きの話を受けており、それを受けるか悩んでいたが、伊橋の作った料理を食べた事でその迷いを振り切った。
早瀬 辰之助
初期は「桜花楼」の追い回しとしての登場。のちに「SAKURA」のオープニングスタッフとなる。楽天的な性格をしており、それが災いして吉田からはよく叱られている。
実家は金沢にある料亭で、祖母から実家で鍛えなおすことを告げられるが、「ここでまだまだ学ぶことがある」という理由で拒否する。
竹内
「桜花楼」の料理人、のちに「SAKURA」のオープニングスタッフ。真面目な性格をしているが、料理の腕前については吉田から「中途半端」と称されるなど高くはない。そのため、伊橋に嫉妬する描写などもあったが、山賀の依頼した弁当作りなどを通し、成長を遂げている。
山本 慎一郎
「SAKURA」に新しく入った新米料理人。実技試験では実力を出せなかったが、面接で自分を出したことを評価され、合格となる。料理の腕や知識は未熟であり、軽薄な性格をしていることからミスも多く、吉田に怒鳴られることも多いがそれにへこたれない打たれ強さを持っている。
彼女がいたが仕事が忙しくて会う機会が減り別れを告げられてしまう。しかし、「独立編」では彼女とのデートを理由に伊橋と飲みに行くのを断るなどよりを戻したか、新しい彼女が出来た様子。
原　光一
一流ホテルから移ってきたソムリエ。「SAKURA」のホールを担当するが、自己中心的な性格が伊橋の怒りを買い、叱咤されたことで「SAKURA」を辞職する。
佐野
「SAKURA」のホール担当。「桜花楼」の仲居時代は「カッコ良くない」という理由で辞めようとしていたが、伊橋の説得などもあり残ることを決める。
細かいところに気が利く性格で伊橋や早瀬だけでなく、吉田や岩倉も助けられた事がある。
その他の登場人物
山賀 駿庵（やまが しゅんあん）
料理評論家で、フットワークが軽い。「桜花楼」「SAKURA」の両方によく顔を出す。
鷺宮　謙一
岩倉の大学時代の先輩で、「SAKURA」のプロデュースを務める。京野菜やマツタケを使ったメニューを取り入れる、「SAKURA」のチェーン計画を立てるなどの行動から吉田、伊橋らと対立していたが、ともに仕事をしていく中で理解を深めていく。伊橋が京都行きを志願した際にも渋る岩倉を説得するなど、伊橋に対して期待していると考えられる描写も多い。
中込
伊橋がフグの調理免許試験を受けた際に出会った料理人。回転寿司店の雇われ店長をしている。
美子さん
伊橋が世話になっている乾物屋の店主。山賀と出会い、当初は険悪な雰囲気になるも後に親しくなる。

### その他の登場人物
伊橋 学
伊橋の兄で商社に勤めている。結婚をしており子供もいる。
伊橋の両親
香里
小つる
陽子の夫
ガッちゃん
伊橋が茅ヶ崎に遊びに行った時に知り合った若い漁師。伊橋と話している時などよく声を荒らげるが、伊橋はむしろ好感を持っている。伊橋の事は基本的に「あんた」と呼ぶが、あるエピソードだけ「伊橋さん」と呼んだ。
立原
第28集「たで酢」で初登場した若手料理人。京都の超一流料亭「桃川」の息子で、東京の支店を任されている。将来を嘱望されている若手料理人が集まって技術を磨く「東都料理研鑽会」の世話役を務める。
「研鑽会」は超一流の料亭の者しか参加できないため、名声では格が落ちる「藤村」から新たに参加した伊橋の事は、他の参加者同様見下しているが、伊橋に対する嫌がらせには自身は積極的に参加しておらず、「子分」達がやっているのを黙認する程度か、嫌がらせ自体を知らなかった節もあった。「子分」に伊橋の作っている鍋に塩をぶち込むなどの嫌がらせを提案された際には「余計な事はせんでええ」と一蹴した事もある。
また、伊橋が披露した料理で良かったものは素直に認めたり、高名な料理人を招いての品評会で伊橋の料理の方が上と評価された際には、負けを認めたうえで「次は負けへん」と声をかけるなど潔い一面もある。
伊橋の方も「研鑽会」の翌日に渡辺に八つ当たりして反発されるなど何度も嫌な思いをさせられたが、「意地の悪いだけならオレも無視するけど、技量も中々のものがある」とその腕は認めており、自身の最大のライバルと考えている。

### 食べて・描く! 漫画家食紀行のゲスト漫画家
第1巻

- ビッグ錠
- 川崎のぼる
- 谷口ジロー
- モンキー・パンチ
- うえやまとち
- 矢口高雄
- 池上遼一
- ちばてつや
- 小山ゆう
- 浦沢直樹
- 土山しげる

第2巻

- 里中満智子
- 北見けんいち
- いがらしゆみこ
- 南波健二
- 弘兼憲史
- 一峰大二
- 花村えい子
- 一条ゆかり
- 高橋留美子
- 魔夜峰央
- 日野日出志

第3巻

- 高橋よしひろ
- 水野英子
- 細野不二彦
- 寺沢大介
- 植田まさし
- 真崎守
- 高橋陽一
- 陸奥A子
- 萩尾望都
- かわぐちかいじ
- 倉田よしみ

## 伊橋が『桜花楼』に行く前の板場の最新メンバー
- 花板 - 親父さん（熊野信吉）
- 立板 - 谷沢 誠
- 煮方 - 伊橋 悟
- 焼方 - 東 達也
- 油場 - ボンさん（吉川広海）
- 追い回し - ナベ（渡辺）

## 板場の役目
実際の板前の世界は、調理場の規模や東日本、西日本によっても異なるため、必ずしも下記の通りとは限らない。
花板（はないた）
板場の責任者。献立を決めるのが一番大きな仕事。カウンターがある店ではカウンターに立つことが多い。“しん”とも。
立板（たていた）
魚をさばき、刺身を引くのが主な仕事。カウンターがある店ではカウンターに立つことが多い。“にばん”とも。
煮方（にかた）
煮物担当。板前は煮方になれば一人前とも言われるらしい。作中のボンさん曰く、「落語家で言えば真打」。
脇鍋（わきなべ）
煮方になるための修行中の人。
向板（むこういた）
立板の補助役。魚をさばくのが仕事。本作では谷沢しか描かれていない。
脇板（わきいた）
向板になるための修行中の人。
焼方（やきかた）
魚を焼いたりするのが仕事。田楽を焼くこともある。焼場（やきば）とも言う。
油場（あぶらば）
天プラを揚げるのが主な仕事。揚場（あげば）とも言い、焼方と大体同じ地位。
八寸場（はっすんば）
盛り付け。本作では登場しない。藤村では下記の「追い回し」が兼任。名前の由来は「八寸」から。
追い回し（おいまわし）
専ら雑用係。盛り付けなども行なう。芋剥きなども追い回しの代名詞であり、「ボウズ」「ボウヤ」「アヒル」とも言う。
本作初期の設定では、「藤村」の責任者・熊野は京都の老舗で修行したので、その序列形態は基本的に関西系。ただ「藤村」は大きな店ではないので、「追い回し（アヒル、立ち回りともいう）」として谷沢と伊橋を置き、この二人に盛り付け、洗い方、雑用係の「坊主」も兼任させていた。また、年齢的、体力的な配慮から最年長者のボンさんのために揚げ物専門の「揚方」があった。

## 備考
- 「藤村」の面々が仕事帰りによく立ち寄る居酒屋が「よこみち」。しかし、「よこみち」に立ち寄るのは単に帰り道にあるからというだけではなく、「よこみち」の親方の酒の肴に対する工夫と研究が大したものだと感じているから[2]。
- お座敷でトラブルがあるのは、ほとんどが『萩の間』。
- 伊橋の出身校は「明成高校」「東城高校」と2つの高校名が出てきており、矛盾している。どちらの場合にも亀本先生という先生が登場。
- 伊橋の出身調理師専門学校は、ドラマの中では東京の「武蔵野調理師専門学校」と設定されている。
- 撮影も数シーンは武蔵野調理師専門学校で行われた。
- 作中では時々誤植がある（印刷会社のミスなのだが、本作では多い）。例としては、「困りけり」を「因りけり」というものがある。また、My First BIG版での『味いちもんめ』では、「焼き魚」「カツ丼」「初ガツオ」「鮨」など種類別に発売（実際にはそれほど分けられていない）。その場合、背表紙には、20文字ほどの文章が入るが、そこで「藤村」とあるべきところを「藤野」とする誤字もあった。
- 福田幸江のコラム「タコの種類と料理」の文中に「ダイコンを使うのは、タンパク質を分解するアミラーゼ」との誤った記述がある。アミラーゼはデンプンを分解する酵素であり、タンパク質を分解する事はできない。
- 谷沢の名前が「矢沢」と間違えられたこともある（深川丼の話し参照）。
- コンビニ向けに発売された物では、様々な訂正がある。
  - 伊橋が銭湯で体重を量っている時にボンさんが「お前が一番心配なのはエイズやろ」というセリフが「お前が一番心配なのは病気やろ」に訂正されている（文庫では性病）。その為「お前が…病気…やろ」というセリフの後、銭湯を利用していた客が冷え切った表情で伊橋を見る、という不自然なストーリーになっている。
  - 毎日「藤村」に酒を飲みに来る女性の話では、伊橋が「飲みすぎるとアルコール依存症になる」と言ったのに対し女性の「私がアル中になるっていうんですか!?」というセリフが「私がなるっていうんですか!?」に変えられている。
  - 戦時中のすいとんの味を再現するため、熊野が八百屋に普段とは違う品種のイモを発注した際、八百屋が「あんな不味いイモを…？」と言っていたのが、「困ったなぁ」という台詞に変更されている。

## テレビドラマ
テレビ朝日系で放送された。主演は中居正広。レギュラー放送終了後、好評のため、1997年と1998年には1月に新春スペシャルドラマとして復活、放送された。この「味いちもんめ」は1990年代後期以降、数多くの連続ドラマで主演を務める中居の初主演ドラマであった。登場人物の名前など、原作の設定もそれなりに取り入れられているが、ボンさんにあたる位置付けの人物が登場しない、伊橋の性格がかなり異なっている（演じている中居の地のキャラクターに近づけている）、など、一部の設定や基本ストーリーはドラマオリジナル。2022年現在、2011年版のみがビデオソフト化されている。

### 概要（テレビシリーズ）
第1シリーズ
1995年1月12日より3月16日まで毎週木曜日21:00 - 21:54に、「木曜ドラマ」枠で放送。
第2シリーズ
タイトルは「味いちもんめII・京都編」。
1996年1月11日より3月21日まで毎週木曜日21:00 - 21:54に、「木曜ドラマ」枠で放送。
1997年スペシャル
連続ドラマ版終了後、初の新作およびスペシャルである。主題歌はこれ以降、第1シリーズで使用していた大黒摩季「ら・ら・ら」へ再び戻す。
タイトルは新春ドラマスペシャル「味いちもんめ」。
1998年スペシャル
4:3従来画比制作では最後の回となった。
タイトルは新春ドラマスペシャル「味いちもんめ'98正月スペシャル」。
2011年スペシャル
1998年のスペシャルドラマ以来12年ぶりにスペシャルドラマとして放映された。撮影は2010年12月21日に終了。2011年版はアーノルド&リヒター（ARRI)のデジタルシネマカメラ「アレクサ」で撮影されている。初のハイビジョン制作。アナログ放送では最後の回。
タイトルは新春ドラマスペシャル「味いちもんめ」。DVDは「新春ドラマスペシャル 味いちもんめ 2011」（2011年5月21日発売）。
2013年スペシャル
レギュラー放送の「土曜ワイド劇場」を休止して放送、こちらも「アレクサ」を撮影に使用している。
宅間善人が「次週のこの時間」と発言したり、伊橋が横山と再会した際「2の京都編」と発言するなど、メタフィクションな演出もなされている。
タイトルはドラマスペシャル「味いちもんめ」。DVDは「ドラマスペシャル 味いちもんめ 2013」（2013年10月18日発売）。

### あらすじ
味覚の鋭さは天才的だが地道な努力が大嫌いな伊橋悟は、料理学校をトップの成績で卒業して料亭「藤村」に板前見習いとして就職する。だが、そこは封建的な世界、自信過剰の悟は下働きの扱いに反発して他の板前たちとケンカがたえない。しかし、花板である熊野の料理で自分の未熟さを思い知らされ、心を入れ替えて一流の料理人を目指そうと決意する。

### キャスト
特に特記のない限り、基本的に「藤村」の出演者は全ての回にレギュラー出演。その他の出演者はその各シリーズ、放送回のみに出演。
料亭「藤村」
- 伊橋悟 - 中居正広
- 熊野信吉 - 小林稔侍
- 山口忠 - 柳沢慎吾
- 相沢陽子（伊橋の恋人） - 田中律子（第1シリーズ - 1998年SP）
- 坂巻辰夫 - 内藤剛志
- 藤村（坂巻）小夜子 - 岡江久美子
- 藤村芳江（小夜子の義母） - 樹木希林
- 川島信夫 - 布川敏和（第1シリーズ - 1997年SP）
- 谷沢誠 - 志村東吾
- 奈美 - 畠田理恵（第1シリーズのみ）
- 横川健一 - 布施博（第1シリーズ - 第2シリーズ、1998年SP、2013年SP）（友情出演）
- 横川めぐみ（横川の娘） - 鴨川寿枝（第1シリーズのみ）
- 中津川浩（新進気鋭の料理人） - 要潤（2013年SP）

伊橋の家族
- 伊橋栄蔵（伊橋の父） - 北村総一朗（第1シリーズ - 第2シリーズ、2013年SP）
- 伊橋司（伊橋の兄） - 勝村政信（第1シリーズ、2013年SP）

料亭「登美幸」（第2シリーズ）
- 吉武健造 - 田村高廣（第2シリーズ第1話のみ）
- 横山剛（脇板） - 今井雅之（第2シリーズ - 1997年SP、2011年SP、2013年SP）
- 藤井靖夫（追い回し） - 伊崎充則（第2シリーズ - 1997年SP）
- 吉武小百合 - 野際陽子（第2シリーズ - 2011年SP、2013年SP）
- 吉武美和 - 細川直美
- 小松大介（煮方） - 西村和彦
- 真澄 - 高橋かおり
- 古川英明（立板） - 辰巳琢郎

温泉旅館「天野屋」（1997年スペシャル）
- 吉岡久美子 - 中谷美紀
- 吉岡泰典 - 山本耕史

料亭「魚庵亭」（1998年スペシャル）
- 若林美枝 - 大河内奈々子
- 板前 - 河西健司
- 若林魚庵 - 神山繁
- 若林早苗 - 吉行和子
- 中谷 - 阿藤海
- 北野竹次郎 - 下條正巳（特別出演）

料亭「菊華庵」（2011年スペシャル）
- 安達信太郎 - 山本裕典（2011年SP、2013年SP）
- 安達真由美 - 貫地谷しほり（2011年SP、2013年SP）
- 猿渡（立板） - 渡辺いっけい
- 三浦（煮方） - 阿部力
- 中村（焼方） - 窪塚俊介
- 本田（追い回し） - 冨浦智嗣
- とみ子（仲居） - 濱田マリ（2011年SP、2013年SP）
- 梅子（仲居） - 山本真由美
- 安達新造 - 平泉成
- 安達菊江 - 高畑淳子

ゲスト
第1シリーズ
- 長尾（専務、司の取引先） - 平泉成（第6話、第7話）
- 長尾弘美（長尾専務の長女） - 鈴木杏樹（第7話、第8話）

第2シリーズ
- 神田俊夫 - 香取慎吾（第2話）（SMAP、友情出演）

1998年スペシャル
- 佐竹修三（若林魚庵のマネージャー） - 生瀬勝久
- 鎌田（「週刊ゴシップ」編集者） - 近藤芳正
- 北野の葬儀の際の葬儀屋 - 八嶋智人
- テレビ番組「料理の王様」実況 - 松井康真（当時：テレビ朝日アナウンサー）
- テレビ番組「料理の王様」審査委員長 - 中原丈雄
- 長谷川（料理評論家） - 升毅
- 原田裕子（女優） - かとうれいこ

2011年スペシャル
- 上田（京都ひかり信用金庫） - 金田明夫
- 平松宗玄（茶道家元） - 橋爪功
- 料亭「菊華庵」常連客 - 服部幸應
- リポーター - みといせい子
- アナウンサー - 上宮菜々子（テレビ朝日アナウンサー）

2013年スペシャル
- 加山奈津子（伊橋悟の料理学校の同級生、フードコンサルタント会社の社長） - 国仲涼子
- 宅間善人 - 草彅剛（SMAP、友情出演）
- アナウンサー - 清水俊輔（テレビ朝日アナウンサー）

### スタッフ
- 原作 - あべ善太
- 漫画 - 倉田よしみ（小学館『ビッグコミックスペリオール』刊）
- 脚本 - 両沢和幸
- 脚本協力 - 福田幸江
- 音楽 - クレジットなし（第1シリーズ - 1998年スペシャル）、佐藤直紀（2011年スペシャル - ）
- 演出 - 斎藤郁宏、池添博、藤本一彦、羽住英一郎
- 演出補 - 羽住英一郎（2011年、2013年スペシャルは演出）
- 主題歌
  - 大黒摩季「ら・ら・ら」（B-Gram RECORDS）
第1シリーズ - 第2シリーズ第1話 / 1997スペシャル -
  - 大黒摩季「あぁ」（B-Gram RECORDS）
第2シリーズ第2話 - 最終回
- 料理アドバイザー - 鈴木晃彦、上西四朗（第1シリーズ - 1998年スペシャル）、服部栄養専門学校（2011年スペシャル - ）
- 原案協力 - 山根博行、山内靖子、角田康成（小学館『隔週刊ビッグコミックスペリオール』編集部）
- スタジオ - 東映大泉ビデオスタジオ（東映東京撮影所）
- 撮影 - 濱道健一（第1シリーズ - 1998年スペシャル）、江崎朋生（2011年スペシャル - ）
- 選曲 - 御園雅也（第1シリーズ）、矢崎裕行（第2シリーズ）、山内直樹（1998年スペシャル）、藤村義孝（2011年スペシャル - ）
- 音楽協力 - テレビ朝日ミュージック
- 技術協力 - 東通（第1シリーズ - 1998年スペシャル） → IMAGICA（2011年スペシャル - ）
- プロデューサー - 五十嵐文郎（テレビ朝日 / 2011年・2013年スペシャルはチーフプロデューサー）、船津浩一（テレビ朝日 / 2011年スペシャル - ）、手塚治・河瀬光（東映）、森井輝（ROBOT / 2011年スペシャル - ）
- 制作協力 - ROBOT（2011年スペシャル - ）
- 制作 - テレビ朝日・東映

### 受賞歴
- 第1シリーズ（1995年）
  - 第4回ザテレビジョンドラマアカデミー賞
    - 主演男優賞（中居正広）
    - 新人俳優賞（中居正広）
    - ザテレビジョン特別賞（料理スタッフ）

### 放送日程

#### 第1シリーズ（1995年）
| 各話                                                           | 放送日        | サブタイトル               | 演出     | 視聴率 |
| -------------------------------------------------------------- | ------------- | -------------------------- | -------- | ------ |
| 第1話                                                          | 1995年1月12日 | 幻の名料亭 vs 料理の達人   | 斎藤郁宏 | 16.1%  |
| 第2話                                                          | 1月19日       | 旬の懐石料理対決           | 斎藤郁宏 | 15.4%  |
| 第3話                                                          | 1月26日       | 究極の料理にクレーム!?     | 斎藤郁宏 | 16.8%  |
| 第4話                                                          | 2月02日       | 名料亭 vs ヤクザ! 美味対決 | 池添博   | 16.7%  |
| 第5話                                                          | 2月09日       | さすらい料理名人の挑戦!!   | 池添博   | 15.8%  |
| 第6話                                                          | 2月16日       | グルメも絶賛!? 幻の名料理  | 池添博   | 18.4%  |
| 第7話                                                          | 2月23日       | 京美人と甘鯛対決           | 池添博   | 15.1%  |
| 第8話                                                          | 3月02日       | 名料亭隠し味対決           | 池添博   | 15.3%  |
| 第9話                                                          | 3月09日       | 京料理のドン vs 料理の達人 | 池添博   | 14.8%  |
| 最終話                                                         | 3月16日       | 究極の京都グルメ決戦!      | 池添博   | 16.0%  |
| 平均視聴率 16.0%（視聴率はビデオリサーチ調べ、関東地区・世帯） |               |                            |          |        |

#### 第2シリーズ（1996年）
- 第1話を持って、主題歌である大黒摩季の「ら・ら・ら」の使用がいったん終了。
- 第2話から担当歌手は前曲同様の大黒摩季のまま、主題歌をいったん「あぁ」へ変更（ただし挿入歌は従来の「ら・ら・ら」も使用）。

| 各話                                                           | 放送日        | サブタイトル                                                         | 演出     | 視聴率 |
| -------------------------------------------------------------- | ------------- | -------------------------------------------------------------------- | -------- | ------ |
| 第1話                                                          | 1996年1月11日 | 伊橋悟が帰ってきた!! 幻の名料亭 vs 料理の達人 京都旅情編（前・後編） | 斎藤郁宏 | 20.3%  |
| 第2話                                                          | 1月18日       | 京料理グルメ対決                                                     | 斎藤郁宏 | 16.5%  |
| 第3話                                                          | 1月25日       | 絶賛!? 幻の京懐石                                                    | 斎藤郁宏 | 20.0%  |
| 第4話                                                          | 2月01日       | 京の板場料理対決                                                     | 池添博   | 19.2%  |
| 第5話                                                          | 2月08日       | 京都追放!! 悟の涙                                                    | 池添博   | 17.2%  |
| 第6話                                                          | 2月15日       | 女将 vs 伊橋、京の味対決                                             | 斎藤郁宏 | 17.4%  |
| 第7話                                                          | 2月22日       | 舞妓板前 京都の恋                                                    | 斎藤郁宏 | 17.0%  |
| 第8話                                                          | 2月29日       | 板前失格!? 伊橋悟                                                    | 藤本一彦 | 16.9%  |
| 第9話                                                          | 3月07日       | 京懐石 幻の味対決                                                    | 藤本一彦 | 19.6%  |
| 第10話                                                         | 3月14日       | グルメ絶賛!? 京料理の神髄                                            | 斎藤郁宏 | 16.6%  |
| 最終話                                                         | 3月21日       | 最後の料理決戦                                                       | 斎藤郁宏 | 16.3%  |
| 平均視聴率 18.1%（視聴率はビデオリサーチ調べ、関東地区・世帯） |               |                                                                      |          |        |

#### スペシャル
| 放送日        | サブタイトル | 演出       | 視聴率 |
| ------------- | --- | ---------- | ------ |
| 1997年1月2日  | 伊橋悟お正月から元気です!! 幻の名料亭 vs 料理の達人 湯けむり温泉旅情編! 美人若女将を賭けヤクザと料理対決!?                    | 斎藤郁宏   | 15.3%  |
| 1998年1月2日  | あの伊橋悟が帰ってきた! 幻の名料亭 vs 料理の達人・雪の函館旅情編!! 豪華おせち料理対決・勝負の行方は…                          | 斎藤郁宏   | 12.2%  |
| 2011年1月8日  | 新春に中居正広が贈る板前修業ドラマ! 13年ぶりに復活!! 食材偽装幻の名料亭 vs 料理の達人 京都旅情編伊橋悟、まだまだ修行中        | 羽住英一郎 | 15.5%  |
| 2013年5月11日 | 中居正広主演『味いちもんめ』が2年ぶりに復活! 伊橋悟がついに『藤村』を去って独立!? 伊橋に訪れる人生の転機! 伊橋悟の決断とは…!? | 羽住英一郎 | 13.7%  |

- 視聴率はビデオリサーチ調べ、関東地区・世帯

## 再放送
- 1996年12月12日、第1シリーズがテレビ朝日で再放送された。
- 2010年12月～1月にかけて新作ドラマ(2011年版)の放送を記念して第1シリーズと1998年のスペシャルがテレビ朝日で再放送された。

| テレビ朝日系 木曜ドラマ                                  | テレビ朝日系 木曜ドラマ                                 | テレビ朝日系 木曜ドラマ                     |
| 前番組                                                   | 番組名                                                  | 次番組                                      |
| -------------------------------------------------------- | ------------------------------------------------------- | ------------------------------------------- |
| ママのベッドへいらっしゃい （1994年10月13日 - 12月29日） | 味いちもんめ（第1シリーズ） （1995年1月12日 - 3月16日） | うちの母ですが… （1995年4月20日 - 6月22日） |
| Missダイヤモンド （1995年10月19日 - 12月14日）           | 味いちもんめ（第2シリーズ） （1996年1月11日 - 3月21日） | 炎の消防隊 （1996年4月11日 - 6月20日）      |